# Rüstungskommando
Rüstungskommandos, bis 1939 Wehrwirtschaftsstellen genannt, waren ab 1935 im Deutschen Reich für ihren Bereich ausführende Dienststellen des Wehrwirtschaftsinspekteurs und speziell verantwortlich für die Mobilmachung der Rüstungsbetriebe (Belegungs- und Fertigungsvorschläge, Bedarfsanweisung an Arbeitskräften sowie Produktions- und Betriebsmitteln, Aufsicht über Werkluftschutz- und Werksicherheitsdienstmaßnahmen), der Mitwirkung bei der laufenden Fertigung und Beschaffung der Wehrmachtteile sowie der Verwaltung der von der Wehrwirtschaftsinspektion zugewiesenen Haushaltsmittel.

## Aufgaben/Organisation
Am 1. April 1935 trat die mit „Der Reichswehrminister Nr. 400/34 g.K. WWi (Ib) vom 19.12.34“ befohlene Neuorganisation der Wehrwirtschaft in Kraft. Sie schuf als koordinierende Mittelinstanzen auf Wehrkreisebene die Wehrwirtschaftsinspektionen (Wi In) sowie die diesen unterstellten Wehrwirtschaftsstellen (WWiSt). Die Wehrwirtschaftsstellen wurden am 22. November 1939 in Rüstungskommandos (RüKdo) umbenannt.
Mit Führererlass vom 7. Mai 1942 wurde die Neuorganisation der Rüstungswirtschaft befohlen. Durch sie wurden die bisherigen Rüstungsinspektionen umgewandelt in eine dem Reichsminister für Bewaffnung und Munition (ab Sept. 1943 Reichsminister für Rüstung und Kriegsproduktion) unterstellte Rüstungsinspektion sowie eine dem Wehrwirtschaftsamt (Wi Amt) des Oberkommandos der Wehrmacht unterstellte Wehrwirtschaftsinspektion.
Geleitet wurden beide Dienststellen jeweils durch den bisherigen Rüstungsinspekteur, der in Personalunion auch die Stellung des Wehrwirtschaftsinspekteurs wahrnahm.
Das in den Bereich der (neuen) Rüstungsinspektionen überführte Personal wurde zwar dem Reichsminister für Bewaffnung und Munition unterstellt, behielt im Übrigen aber seine Zugehörigkeit zur Wehrmacht bei. Letzteres galt selbstverständlich auch für das bei den Wehrwirtschaftsinspektionen verwendete Personal.
Die Rüstungskommandos blieben als Rüstungsdienststellen bestehen und als Außenstelle des Reichsministers für Bewaffnung und Munition den (neuen) Rüstungsinspektionen nachgeordnet. Außerdem standen sie dem Wehrwirtschaftsinspekteur für die Bearbeitung wehrwirtschaftlicher und rein militärischer Angelegenheiten zur Verfügung.
Als ab 1. Februar 1943 die Neuorganisation der Wehrwirtschaft im Reich, im Protektorat Böhmen und Mähren sowie im Generalgouvernement in Kraft trat, wurden die bisher den Wehrwirtschaftsinspektionen zugewiesene Aufgaben bei den Rüstungsinspektionen und bei den Wehrkreiskommandos durch die vom Oberkommando der Wehrmacht dort eingesetzten Wehrwirtschaftsoffiziere wahrgenommen, bei den Rüstungskommandos durch diese selbst unter Verantwortung des Rüstungskommandeurs nach den fachlichen Weisungen der bei den vorgesetzten Rüstungsinspektionen eingesetzten Wehrwirtschaftsoffiziere."

## Liste der Rüstungskommandos
- Rüstungskommando Augsburg
- Rüstungskommando Berlin I
- Rüstungskommando Berlin II
- Rüstungskommando Berlin III
- Rüstungskommando Berlin IV
- Rüstungskommando Berlin V
- Rüstungskommando Bielefeld
- Rüstungskommando Braunschweig
- Rüstungskommando Bremen
- Rüstungskommando Breslau
- Rüstungskommando Chemnitz
- Rüstungskommando Coburg
- Rüstungskommando Dessau
- Rüstungskommando Dortmund
- Rüstungskommando Dresden
- Rüstungskommando Düsseldorf
- Rüstungskommando Eisenach
- Rüstungskommando Frankfurt am Main
- Rüstungskommando Frankfurt an der Oder
- Rüstungskommando Freiburg-Villingen
- Rüstungskommando Giessen
- Rüstungskommando Gleiwitz
- Rüstungskommando Graz
- Rüstungskommando Halle I
- Rüstungskommando Halle II
- Rüstungskommando Hamburg I
- Rüstungskommando Hamburg II-Lüneburg
- Rüstungskommando Hannover
- Rüstungskommando Innsbruck
- Rüstungskommando IX
- Rüstungskommando Karlsbad
- Rüstungskommando Kassel I
- Rüstungskommando Kassel II
- Rüstungskommando Kattowitz
- Rüstungskommando Kiel
- Rüstungskommando Klagenfurt
- Rüstungskommando Koblenz
- Rüstungskommando Köln I
- Rüstungskommando Köln II
- Rüstungskommando Leipzig
- Rüstungskommando Liegnitz
- Rüstungskommando Linz
- Rüstungskommando Litzmannstadt
- Rüstungskommando Lüdenscheid
- Rüstungskommando Ludwigshafen
- Rüstungskommando Magdeburg I
- Rüstungskommando Magdeburg II
- Rüstungskommando Mannheim
- Rüstungskommando Metz
- Rüstungskommando Mödling
- Rüstungskommando München
- Rüstungskommando Nürnberg
- Rüstungskommando Osnabrück-Recklinghausen
- Rüstungskommando Posen
- Rüstungskommando Potsdam
- Rüstungskommando Regensburg
- Rüstungskommando Reichenberg
- Rüstungskommando Saarbrücken
- Rüstungskommando Schwerin
- Rüstungskommando Stettin
- Rüstungskommando Straßburg-Colmar
- Rüstungskommando Stuttgart I
- Rüstungskommando Stuttgart II
- Rüstungskommando Troppau
- Rüstungskommando Ulm
- Rüstungskommando Weimar
- Rüstungskommando Wien
- Rüstungskommando Wiesbaden
- Rüstungskommando Würzburg